# Glypta separata
Glypta separata är en stekelart som beskrevs av Dasch 1988. Glypta separata ingår i släktet Glypta och familjen brokparasitsteklar. Inga underarter finns listade i Catalogue of Life.